# 중간점 (점성술)
점성술에서 중간점(中間點, midpoint)은 두 천체 사이의 수학적으로 중간이 되는 점으로써, 주로 개인에 대한 해석상의 묘사에 사용된다. 직접적인 중심점은 한 천체가 두 개의 천체 사이의 가운데에 있는 한 천체와 각을 맺을 때 나타난다. 다른말로 하면, 출생 천궁도에서 직접적 중간점은 두 개의 천체 사이의 중간점에 실제로 다른 하나의 천체가 있음을 의미한다. 간접적인 중간점은 한 천체가  두 천체의 실제 천체가 없는 중간점과 각을 맺을 때 나타난다.
구이도 보나티(1223~1300년)에 의해 사건 천궁도의 순간을 상술하기 위해서 중심점이 최초로 사용되었다고 알려져있다. 그러나, 기원전 300년 경에도 중심점은 행운의 가상점과 같은 아랍의 가상점을 계산하기 위해서 사용되었다. 알프레드 비테는 이동식 문자반을 사용하여 다량의 중간점을 연구한 최초의 인물이며, 루드비히 루돌프와 헤르만 레펠트와 함께 함부르크 점성학파를 이루었고, 그 기법은 우라니아 점성술이라고 불린다. 그 후에, 라인홀드 에버틴은 그의 저서 《천체 효과의 조합(Combination of Stellar influences)》에서 심리학적 원리를 포함시켰고, 함부르크 학파에서 사용되는 중간점 기법을 간소화했다. 그것은 알렌 오베르(과거 사발란)과 일리노어 킴멜과 같은 미국의 작가들을에 의해서 인기를 끌었다.